# Rechtssache Sahyouni
Die Rechtssache Sahyouni, auch Sahyouni-Saga oder Sahyouni/Mamisch, ist ein langjähriger Rechtsstreit über die Anerkennung einer ausländischen "Privatscheidung" (genauer einer islamischen Talāq-Scheidung vor einem syrischen Scharia-Gericht) in Deutschland. Sie beschäftigte Rechtsprechung (einschließlich BGH und EuGH) und Rechtswissenschaft für etwa sieben Jahre und führte zu einer Änderung des EGBGB.

## Sachverhalt
Herr Raja Mamisch (* 1943) und Frau Soha Sahyouni (* 1960) schlossen am 27. Mai 1999 vor dem islamrechtlichen Gericht in Homs die Ehe. Beide sind von Geburt syrische Staatsbürger, Herr Mamisch zudem seit 1977 Deutscher; Frau Sahyouni erwarb die deutsche Staatsbürgerschaft durch die Eheschließung. Bis 2003 lebten sie zusammen in Deutschland, danach bis zum Ausbruch des syrischen Bürgerkriegs in Syrien, dann bis 2012 wieder in Deutschland. Ab Frühjahr bis August 2012 hielten sie sich abwechselnd im Libanon und in Kuwait auf und reisten auch nach Syrien, im August 2012 trennten sie sich im Libanon. Beide Beteiligte wohnten in der Folge getrennt bis mindestens 2020 in Deutschland.
Am 19. Mai 2013 erklärte der Ehemann die Scheidung von der Ehefrau durch einen Bevollmächtigten vor dem Scharia-Gericht im syrischen Latakia durch die Talāq-Scheidungsformel. Frau Sahyouni war von dem Gericht nach syrischem Recht ordnungsgemäß geladen worden. Am 20. Mai 2013 stellte das Gericht die Scheidung fest.
Die Ehefrau quittierte im September 2013 den Empfang von insgesamt 20.000 US-Dollar, mit dem sie wegen aller auf religiösen Vorschriften beruhenden Ansprüche abgefunden werden sollte. Herr Mamisch beantragte sodann bei zuständigen OLG München die Anerkennung der Scheidung; die Rechtssache handelt um den Streit dieser Anerkennung, die letztlich auch nach einer Änderung des deutschen IPR verwehrt wurde.